# Afrixalus dorsalis
Afrixalus dorsalis is een kleine kikker uit de familie rietkikkers (Hyperoliidae). De soort werd voor het eerst wetenschappelijk beschreven door Wilhelm Peters in 1875. Oorspronkelijk werd de wetenschappelijke naam Hyperolius dorsalis gebruikt.

## Uiterlijke kenmerken
De kleur van deze kikker is meestal bruin, soms met een iets groenige tint. De lengte is ongeveer 2,5 centimeter; vrouwtjes worden iets groter tot ongeveer 3 cm. Aan weerszijden van het midden van de rug loopt een brede, lichtere lengtestreep of vlekkenrij en ook de bovenzijde van de dijen is lichter. De ogen zijn opvallend groot en hebben een goudgele kleur met een donkere rand. De onderzijde van de keel en de buik zijn wit, en de achterpoten zijn goed ontwikkeld en hiermee kunnen relatief grote sprongen worden gemaakt voor een kikkertje van nog geen drie centimeter. Er zijn vijf ondersoorten die uiterlijk allemaal iets verschillen.

## Voorkomen en voedsel
Afrixalus dorsalis komt voor in de noordwestelijke 'uitstulping' van Afrika, en alleen in het zuiden in de landen Angola, Congo-Brazzaville, Congo-Kinshasa, Equatoriaal-Guinea, Gabon, Kameroen, Nigeria, Togo, Ghana, Ivoorkust Liberia, Sierra Leone en Guinee. Het voedsel bestaat uit kleine insecten waarop 's nachts wordt gejaagd; overdag verstopt de kikker zich in een boom of struik.

## Algemeen
Net zoals de verwante soort Afrixalus uluguruensis schuwt deze soort door de mens aangepaste biotopen niet. Afrixalus dorsalis houdt van zowel hoge bomen als een open vegetatiestructuur, dus bananenplantages zijn ideaal voor deze soort die er plaatselijk massaal te vinden is. Soms worden enkele exemplaren per ongeluk nog weleens mee verscheept, maar er zijn nog geen overzeese populaties ontdekt. Dit in tegenstelling tot de gevaarlijke 'bananenspinnen' (o.a. Phoneutria) die weleens in het Rotterdamse havengebied zijn aangetroffen na te zijn meegelift.